# You Only Live Twice (canção)
"You Only Live Twice", interpretada por Nancy Sinatra, é a música tema do filme de James Bond de 1967 com o mesmo nome. A música era do veterano compositor de filmes de Bond, John Barry, com letra de Leslie Bricusse. A canção é amplamente reconhecida por seus compassos de abertura marcantes, apresentando um tema simples de 2 compassos nas oitavas altas dos violinos e harmonias exuberantes de trompas. É considerada por alguns como um dos melhores temas de James Bond e se tornou um dos maiores sucessos conhecidos de Nancy Sinatra. Pouco depois da produção de Barry, o produtor de Sinatra, Lee Hazlewood, lançou uma versão do single mais baseada na guitarra.
A música foi extensivamente coberta por artistas, de Coldplay a Soft Cell, Björk e Little Anthony & The Imperials a Shirley Bassey. Robbie Williams regravou notavelmente os compassos de abertura da canção para seu hit "Millennium".

## Gravação
O veterano de James Bond, John Barry, voltou à franquia para produzir a trilha sonora. As letras eram de Leslie Bricusse, que já havia coescrito a letra do tema para Goldfinger.
Uma versão inicial da canção foi executada por Julie Rogers e gravada com uma orquestra de 50 ou 60 músicos no CTS Studios. No entanto, esta versão não foi usada desde que Barry decidiu reescrever e regravar a música: "Normalmente eram os produtores que diziam 'isso não está funcionando, há algo de que precisava'. Se essa energia não estivesse ' lá, se aquele tipo de coisa misteriosa não estivesse lá, então não ia funcionar para o filme. " A música de Rogers compartilha apenas duas linhas com a versão final, "Você só vive duas vezes" e "você vai pagar o preço". Embora existam muitas semelhanças na harmonia e orquestração com a versão final, é essencialmente uma música diferente, com um caráter menos exuberante e mais étnico.
O produtor do filme, Cubby Broccoli, queria que seu amigo Frank Sinatra cantasse a música. Frank sugeriu que usassem sua filha. Barry queria usar Aretha Franklin, mas os produtores insistiram que ele usasse Nancy, que estava desfrutando de grande popularidade após seu single, "These Boots Are Made for Walkin'".
A versão final (2:46) apresentada na sequência do título de abertura do filme e no LP da trilha sonora está na tonalidade sí e possui uma única faixa vocal. A canção foi gravada com uma orquestra de 60 músicos em 2 de maio de 1967 no CTS Studios em Bayswater, Londres. Sinatra mais tarde lembrou que estava extremamente nervosa durante a gravação, e levou cerca de 30 tomadas para adquirir material suficiente. O produtor John Barry acabou criando a versão final incorporando vocais de 25 tomadas.
No Reino Unido, a trilha sonora foi lançada, mas enquanto trilhas sonoras como Doctor Zhivago e Fiddler on the Roof chegaram ao Top 20, You Only Live Twice teve menos sucesso. A versão individual de Nancy Sinatra ficou no Top 20 por apenas duas semanas. Barry também lançou uma versão instrumental, mas falhou nas paradas.
No Japão, a trilha sonora foi lançada em um gatefold com imagens do filme e um resumo do enredo.

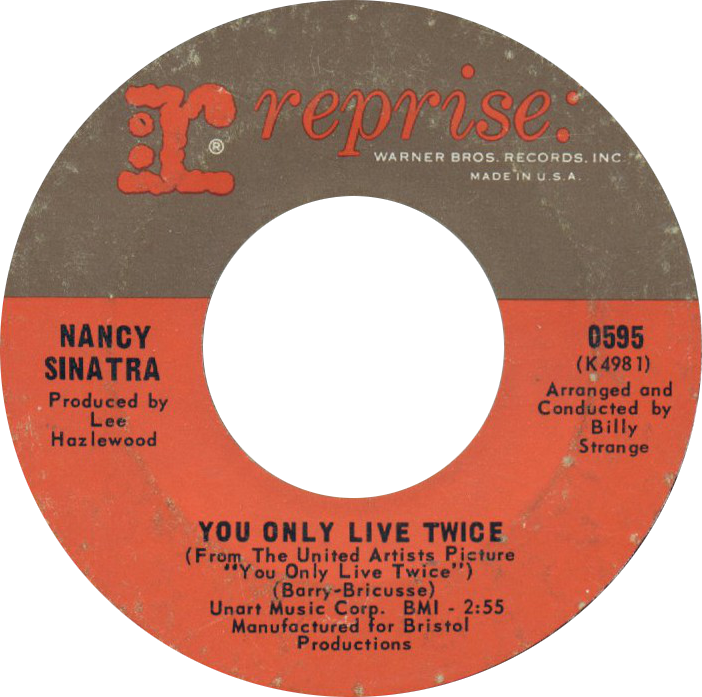
Foto de um compacto americano da canção.

### Recepção crítica
Roy Wood descreveu a introdução das cordas de Barry em sua música "You Only Live Twice" como "perfeição absoluta". Mark Monahan do The Daily Telegraph descreveu a letra como "misteriosa, romanticamente carpe diem ... ao mesmo tempo aveludada, frágil e bastante fascinante". David Ehrlich, da Rolling Stone, classificou "You Only Live Twice" como o terceiro melhor tema de James Bond, chamando-a de "um clássico".

## Outras versões
A música é um dos temas mais tocados de Bond.
- Nancy Sinatra gravou uma versão diferente produzida por Lee Hazlewood e arranjada pelo guitarrista Billy Strange apresentando uma guitarra de apoio com a voz de Sinatra em dupla faixa como um trocadilho com a palavra "Twice"[1]
- Billy Strange executou sua própria versão instrumental no último de seus álbuns de versões cover de James Bond, James Bond Double Feature.
- Little Anthony & The Imperials incluiu um cover da música em seu álbum Movie Grabbers.[2]
- A dupla inglesa de synthpop Soft Cell incluiu um cover no lado B de seu single de 1984 "Soul Inside".
- A banda australiana The Scientists lançou uma versão de guitarra pesada da música como single em 1985.Acen sampleando a seção de cordas em sua canção "Trip II the Moon (Part 2)" em 1992.
- A banda americana Pain Teens lançou uma versão de rock industrial da canção, que pode ser encontrada na coletânea de vários artistas "Love and Napalm".
- Robbie Williams regravou partes da canção (notavelmente as cordas de abertura) para uso em sua canção de 1998 "Millennium". A música foi regravada em vez de sampleada, pois era mais barato do que licenciar a gravação original.
- O Coldplay lançou seu cover como lado B em seu single "Don't Panic".[3]
- Björk gravou uma versão para o álbum de 1997 Shaken and Stirred: The David Arnold James Bond Project, mas não foi incluída no álbum.
- Natacha Atlas incluiu um cover, que parece usar exatamente o mesmo arranjo da música que David Arnold preparou para a Björk, em seu álbum de compilação de 2005 "The Best of Natacha Atlas".
- Shirley Bassey, a vocalista das canções-título dos filmes de Bond, Goldfinger, Diamonds Are Forever e Moonraker, cantou a canção em seu álbum de 2007 "Get the Party Started".
- O grupo Indie pop The Postmarks gravou uma versão para seu álbum de 2008, "By the Numbers".
- CeeLo Green mostra a música em seu single de 2011 "Bright Lights Bigger City".
- Mark Lanegan incluiu um cover dessa música em seu álbum de covers de 2013, Imitations.
- O frontman do ex-Chameleons, Mark Burgess, gravou o cover da canção em 1993 como Mark Burgess & the Sons of God no álbum Zima Junction
- Lea Michele experimentou as notas de marca em sua canção do Louder, "You're Mine".
- Bill Frisell fez o cover em seu álbum de 2016, When You Wish Upon a Star, um álbum dedicado a covers de músicas de filmes e televisão. Esta versão é cantada por Petra Haden, filha do baixista colaborador frequente de Frisell, Charlie Haden.
- Em 2014, a cantora e compositora taiwanesa-americana Joanna Wang fez um cover da música em seu álbum Midnight Cinema.